# Wanted Dread and Alive
A Wanted Dread And Alive egy 1981-ben megjelent Peter Tosh hanglemez.

## Számok
1. Coming in Hot
2. Nothing But Love
3. Reggeamylitis
4. Rock with Me
5. Oh Bumbo Claat
6. Wanted Dread and Alive
7. Rastafari Is
8. Guide Me from My Friends
9. Fools Die

## Külső hivatkozások
- https://web.archive.org/web/20071021032823/http://roots-archives.com/release/3149